# Миколаївка (Одеський район)
Микола́ївка (до 01.02.1945 — Калаглія) — село Овідіопольської селищної громади в Одеському районі Одеської області в Україні. Населення становить 1448 осіб.

## Політика

### Парламентські вибори, 2019
На позачергових парламентських виборах 2019 року у селі функціонувала окрема виборча дільниця № 510695, розташована у приміщенні будинку культури.
Результати
- зареєстровано 1164 виборці, явка 42,35%, найбільше голосів віддано за Слугу народу — 56,65%, за Опозиційну платформу — За життя — 25,36%, за «Європейську Солідарність» і Радикальну партію Олега Ляшка — по 3,27%.[1] В одномандатному окрузі найбільше голосів отримав Сергія Колебошина (Слуга народу) — 49,57%, за Василя Гуляєва (самовисування) — 25,11%, за Сергія Боба (Опозиційна платформа — За життя) — 7,87%[2].

## Населення
Згідно з переписом УРСР 1989 року чисельність наявного населення села становила 2798 осіб, з яких 1257 чоловіків та 1541 жінка.
За переписом населення України 2001 року в селі мешкало 1446 осіб.

### Мова
Розподіл населення за рідною мовою за даними перепису 2001 року:
| Мова       | Відсоток |
| ---------- | -------- |
| українська | 88,88 %  |
| російська  | 6,42 %   |
| білоруська | 2,14 %   |
| молдовська | 1,80 %   |
| болгарська | 0,21 %   |
| вірменська | 0,21 %   |
| німецька   | 0,14 %   |
| гагаузька  | 0,07 %   |

## Символіка
Герб і прапор с. Миколаївка затверджені рішенням сесії сільської ради від 31 жовтня 2008 року № 665-V.
Щит, розділений навскіс перев'яззю, що складається з синіх хвиль (верхній ряд) і золотих зерен (нижній ряд). У верхньому лівому золотому полі «лицар з самопалом» — фігура запорожця синьою тинктури. У синьому полі внизу — три (1:2) золоті риби, звернені вліво.
Усталений символ «лицар з самопалом» вказує, що колись у наших місцях була Січ. Три риби характеризують водні багатства села. Перев'яз, скомпонований із хвиль і зерен, дає уявлення про приморське розташування села, розвиток рільництва.